# Distretto di Bunkpurugu-Yunyoo
Il distretto di Bunkpurugu-Yunyoo (ufficialmente Bunkpurugu-Yunyoo District, in inglese) era un distretto della regione Settentrionale del Ghana.
Nel 2018 è stato soppresso, il territorio è stato suddiviso nei distretti di Bunkpurugu-Nyankpanduri (capoluogo: Bunkpurugu) e Yunyoo-Nasuan (capoluogo: Yunyoo).